# Siodło pod Równią
Siodło pod Równią (598 m n.p.m.) – niewybitna przełączka w północno-wschodniej części Pasma Klimczoka i Szyndzielni w Beskidzie Śląskim. Przełączka znajduje się w grzbiecie ograniczającym od północy źródłowy tok Białej, pomiędzy Kozią Górą na zachodzie a Równią na wschodzie.
Przełączka jest zarośnięta lasem i nie ma znaczenia komunikacyjnego. W XVII i XVIII w., w okresie kontrreformacji odbywały się tu potajemne nabożeństwa protestanckie, a z końcem XIX w. Siodło stało się popularnym celem niedzielnych wycieczek bielszczan. Od północy pod przełączkę podchodzi bielski las komunalny, zwany popularnie Cygańskim Lasem, na mapie Geoportalu opisany jako Park Ludowy.

## Szlaki turystyczne
– czerwony z Błoni Mikuszowickich 45 min (w przeciwnym kierunku 35 min);
 – czerwony z Bystrej 25 min (w kierunku przeciwnym 15 min);
 – niebieski ze schroniska „Stefanka” na Koziej Górze 15 min (w kierunku przeciwnym 20 min).